# Tapiriscus pannonicus
El tapirisco (Tapiriscus pannonicus) es un mamífero perisodáctilo extinto, perteneciente a la familia Tapiridae. Vivió en el Mioceno medio - alto (Vallesiense - Turoliense, hace unos 11 - 8 millones de años) y sus restos fósiles se han encontrado en Europa.

## Descripción
Todo lo que se ha encontrado de este animal son algunos dientes y, por lo tanto, es imposible reconstruir fielmente su apariencia. De la comparación con animales conocidos similares, se supone que Tapiriscus es muy similar a los tapires actuales, pero de un tamaño mucho más pequeño. Quizás era muy similar en tamaño al Protapirus arcaico. Tapiriscus se caracterizó por premolares y molares braquiodontes (de corona baja) y relativamente estrechos. Parece que un premolar superior persistente también estaba presente en adultos. Tapiriscus era claramente más pequeño que otros tapíridos contemporáneos como Tapirus priscus.

## Clasificación
Tapiriscus pannonicus fue descrito por primera vez por Miklós Kretzoi en 1951, basado en algunos dientes fósiles encontrados en el área de Csákvár de Hungría; otros fósiles se encontraron más tarde en Francia (Aubignas) y Alemania (Melchingen y Dorn-Durkheim).
No está claro si Tapiriscus pannonicus pertenece al género Tapirus o no; ciertamente este animal era una forma endémica de Europa Central, quizás derivada de formas arcaicas como Paratapirus.

## Paleoecología
Al igual que las formas actuales de tapires, Tapiriscus también tenía que ser un animal que prefería los bosques cerca de arroyos y cuerpos de agua. 